# レッサー・ユリィ

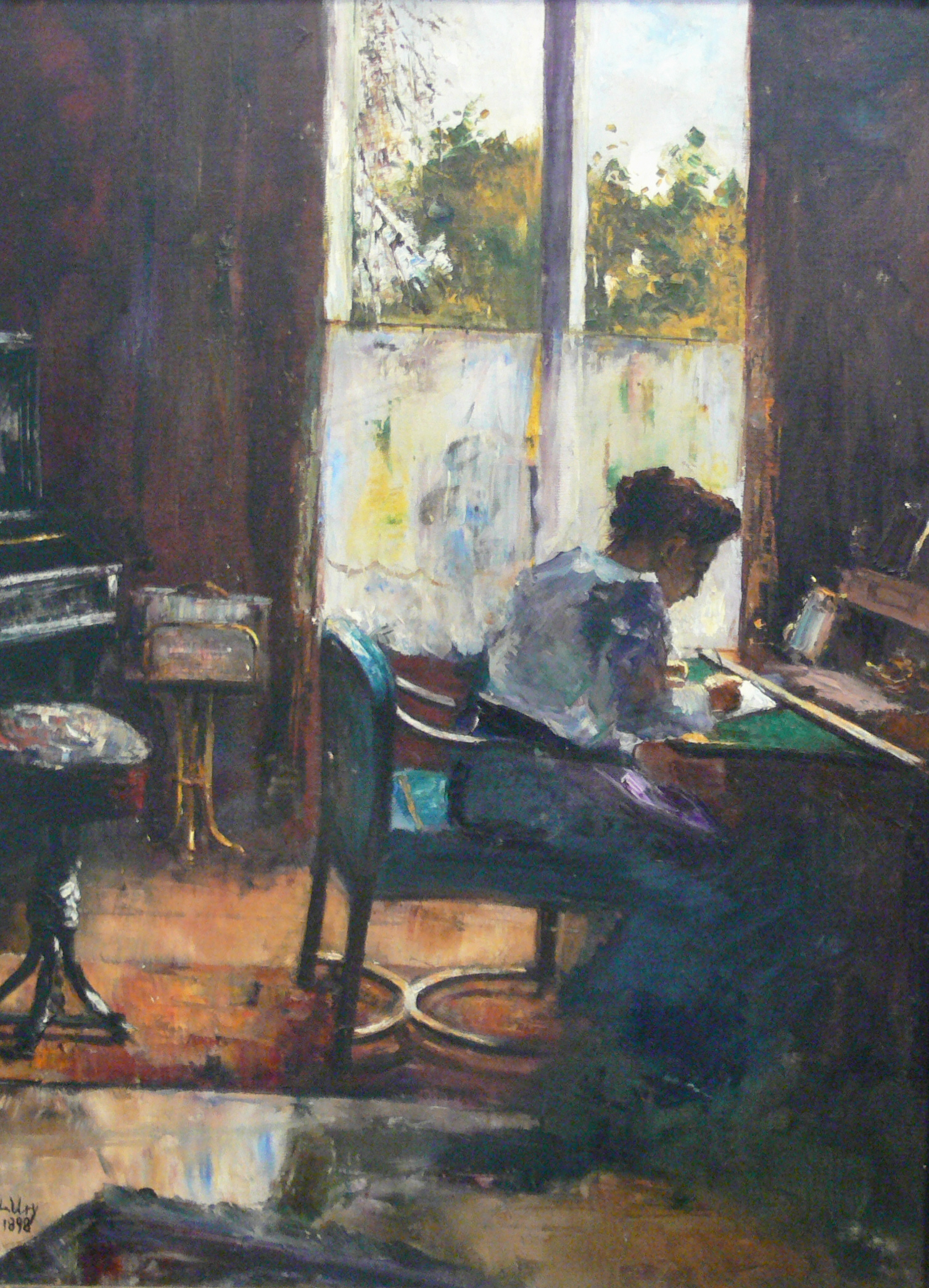
レッサー・ユリィ作「書き物机の女」（1898年）、旧国立美術館 (ベルリン)

レオ・レッサー・ユリィ（Leo Lesser Ury、1861年11月7日 - 1931年10月18日）は、ドイツの印象派画家、版画家。デュッセルドルフ画壇の一人。

## 生涯
1861年、プロイセン王国ポーゼン州のビルンバウム郡で生まれる。パン職人である父が1872年に他界した後、11歳の時に一家はベルリンへ移住した。
1878年に学校を卒業すると衣類の小売商に弟子入りして資金をため、翌年にはデュッセルドルフに行きデュッセルドルフ美術アカデミーに入り、ヘルマン・ヴィスリツェヌスの下で絵画を学んだ。彼はその後、ミュンヘン、アントワープ、ブリュッセル、パリを遍歴したのちに、ベルギーに拠点を構える。なお、パリではレオン・ボナに師事した。1887年にベルリンへ戻り、その後終生ベルリンを拠点とした。
1889年に初めて個展を開く。その評判は賛否の入り混じるものであったが、アドルフ・フォン・メンツェルは好意的な評価を示し、その推薦でアカデミーはユリィに賞を与えた。この賞金でユリィはイタリア旅行をする。1893年にユリィは、19世紀末にドイツとオーストリアの前衛芸術家たちが興したゼツェシオンの一つであるミュンヘン分離派に加わった。1901年にベルリンへ戻ったものの、当時影響力が強かった、ドイツ印象派を代表する画家マックス・リーバーマンとの確執により、パウル・カッシーラーの画廊での展示や、リーバーマンが会長を務めていたベルリン分離派展への出品を阻まれ、美術雑誌でもほとんど言及されることがなかった。1911年にリーバーマンは会長を退き、1915年からユリィはベルリン分離派展に出品するようになった。特に1922年にはユリィの60歳を祝う大規模な展示をが行なわれ、その名声は揺るぎないものとなった。この頃には、その油彩画とパステル画がよく売れた。
彼は日頃から内向的で猜疑心が強く、晩年にはますます人目を避けるようになった。彼はベルリンで没し、同地のユダヤ人墓地であるヴェイセンゼー墓地に葬られた。

## 作風
彼が描いたモチーフは、風景、街の景観、室内の佇まいだった。それらは印象派の技法で描かれており、夜の街燈に照らされた薄暗い室内の様子をやんわり描いたものから、夏の日差しに照らされた草むらの眩い輝きを描いたものまである。
デュッセルドルフのアカデミーで学び、各国を遍歴している際は主に風俗画を描いていたが、ベルギーの農村に拠点を構えると、風景画を多く描くようになり、印象派的な技法を取り入れた作風に変化した。その後、ベルリンに移り住むと、印象派の技法を用いて都市の風景や風俗、人物を描くようになる。この頃の、カフェや街路など、当時発展していた都市の様子を描いた作品は特に有名である。
一方で、ユリィは宗教画家としての側面を持っており、ユダヤ教（旧約聖書）を題材とした作品を数多く制作した。ブリュッセル時代から宗教をテーマにした絵画に取り組んでおり、この時代の作例としては《エルサレムとエレイヤ（Jerusalem and Jeremiah）》などがある。1907年にベルリンで開かれたユダヤ人画家の展覧会では、ヨゼフ・イスラエルスと並んでユリィの作品が大きく取り上げられた。ただし、ナチ・ドイツによるユダヤ人弾圧（1938年の「水晶の夜」など）をはじめとした第二次世界大戦の混乱の中で、作品の多くが散逸・消失したため、その多くは行方不明、もしくは失われてしまった。かろうじて残った作品の多くはユダヤ人によってパレスチナなどの移住先へ運ばれていき、一部は《大洪水（The Flood）》（1906）のようにアメリカに渡ったものもある。
彼は作品のオリジナルが手元にある間は同じ構図の作品を何枚も描いては売るという癖を身に付けてしまい、そうした即席の劣化したコピーは彼の評判を傷つけた。

## ギャラリー

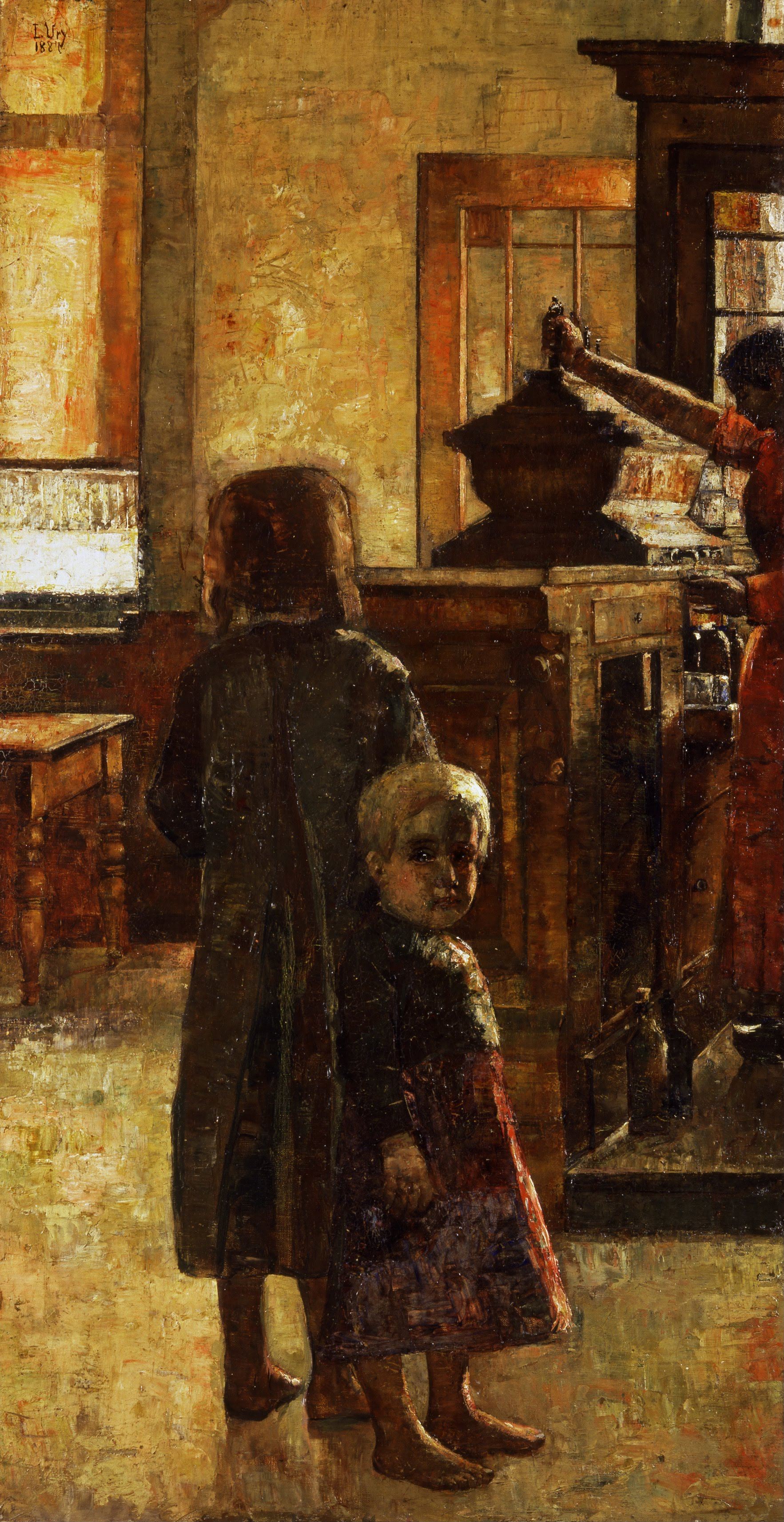
フランデレンの宿屋の酒場（1884年）旧国立美術館 (ベルリン)
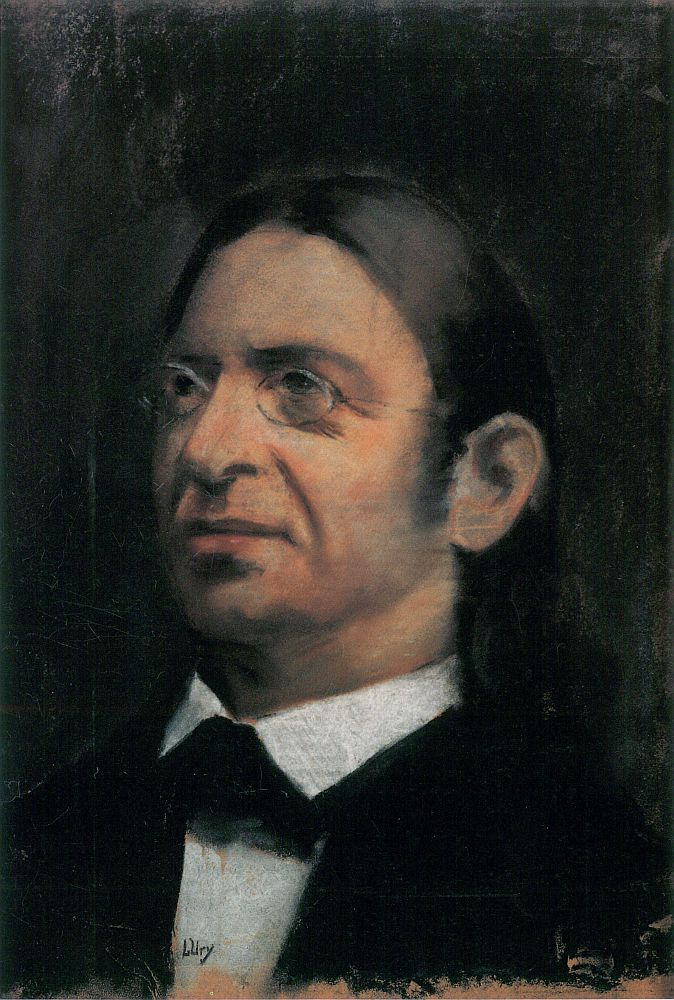
アーブラハム・ガイガー（1905年頃）
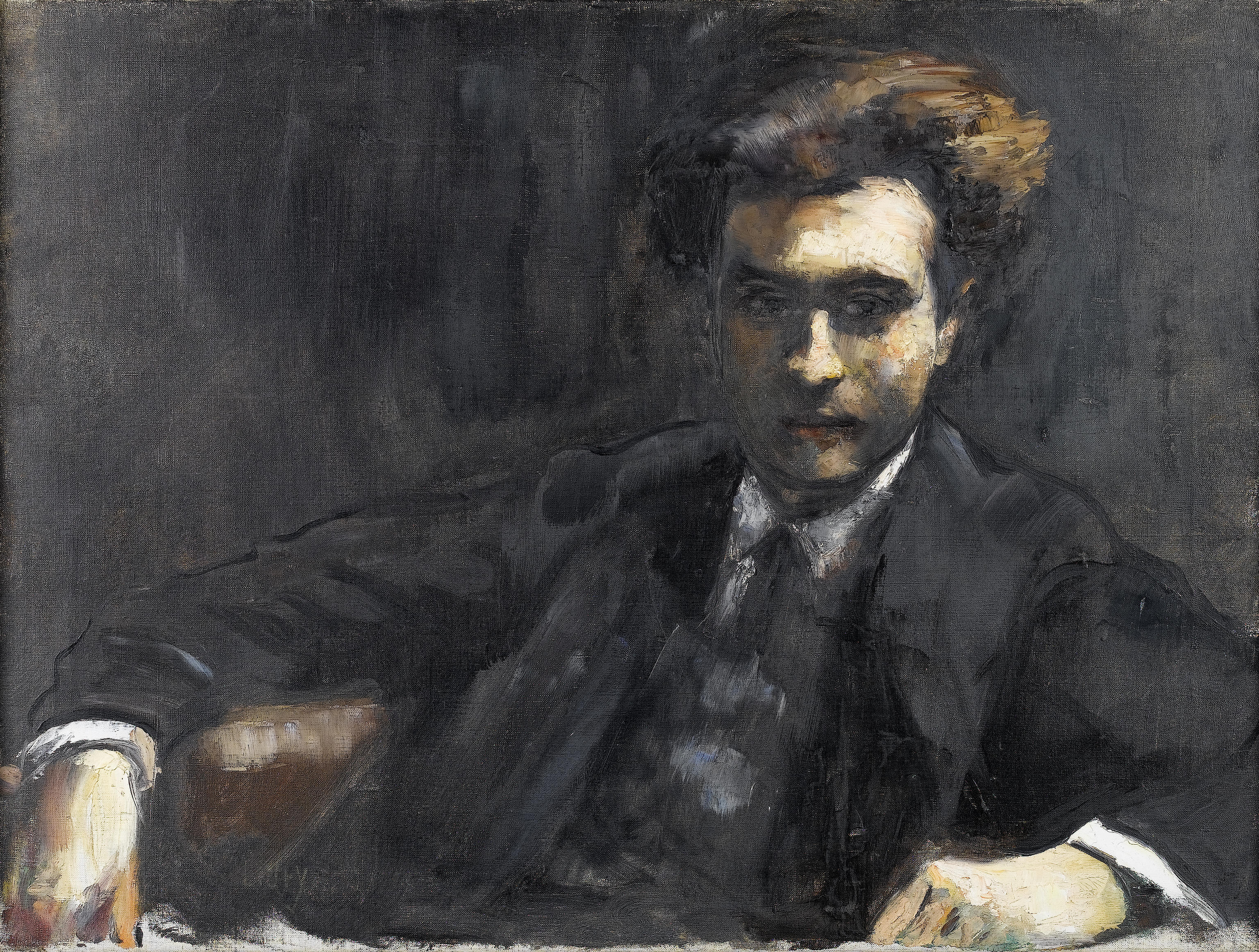
Dr. Fritz Rathenau
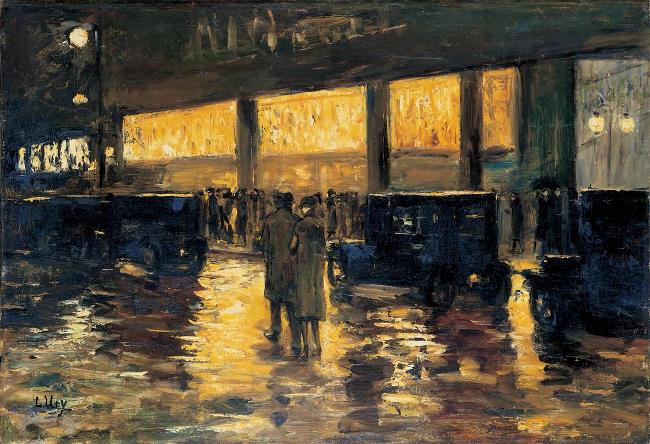
ベルリンの夜（1920年代）

## 関連文献
- Brauchitsch, Boris von (2013). Lesser Ury. Berlin: Edition Braus.
- Brieger, Lothar (1921). Lesser Ury. Berlin: Verlag Neue Kunsthandlung.
- Schwartz, Karl (1949). Jewish Artists of the 19th and 20th Centuries. New York: Philosophical Library.
- Ury, Lesser (1961): Memorial Exhibition Commemorating the 100th anniversary of his birth. Tel Aviv.